# 馬丁·艾米斯
馬丁·路易斯·艾米斯爵士（英語：Sir Martin Louis Amis，1949年8月25日—2023年5月19日），英國作家，其父親是被《時代雜誌》評為英國50大作家的金斯利·艾米斯爵士。
1973年，馬丁推出處女作《瑞秋論文》即追隨父親腳步贏得毛姆文學獎，後來他又推出多部作品，至1984年，他寫了另一部經典《錢》，《時代雜誌》評為百大英文小說。往後的廿年，馬丁繼續筆耕不斷，但始終未能再在重要的文學獎上再下一城。2007年，他擔任曼徹斯特大學曼徹斯特創新寫作中心的教授。
根据其著作改编的2023年电影《利益区域》赢得多项大奖。